# سوارا مرديكا
سوارا مرديكا (بالإندونيسية: Suara Merdeka) ومعناها العربي الصوت المستقل. هي صحيفة يومية تصدر في إندونيسيا مقرها سمارانغ في جاوة الوسطى. أسسها هـ. هيتامي، ونشرت الطبعة الأولى في 11 فبراير 1950.

## التاريخ
تم تأسيس سوارا مرديكا من قبل هـ. هيتامي الذي أصبح أيضًا رئيس التحرير في 11 فبراير 1950. بدأت الصحيفة كصحيفة يومية مسائية تنشر في سولو. طبعت الصحيفة 5.000 نسخة، وهو في ذلك الوقت عدد كبير لصحيفة محلية. وقد ساعد هيتامي ثلاثة صحفيين: وهجويدي وسويلمان وريتنو كويستية. ثم بدأت سوارا مرديكا في توسيع توزيعها إلى القدس وسمارانغ للتنافس مع الصحف المحلية الأخرى.
في البداية لم يكن لدى سوارا مرديكا مطبعة خاصة بها حتى ذلك الوقت، بحيث كان مقرها في مكاتب دي لوكوموتيف، وهي صحيفة هولندية في سيمارانج. بعد عام 1956 غيرت الصحيفة وقت النشر إلى الصباح بعد أن حصل هـ. هيتامي على آلة طباعة بنفسه. لدى الصحيفة أيضًا مكتبها الخاص في المكتب السابق لصحيفة هيت نوردين التي تم تأميمها من قبل الحكومة الإندونيسية في مارس 1963.

## الجوئز
- في ديسمبر 2011 فازت سوارا مرديكا بجائزة «الإعلام الأكثر استجابة».[2]